# Gujrat
Gujrat er den 13. største by i den pakistanske Punjab provins. Byen er geografisk placeret ved den vestlige del af Chenab floden i den nordlige del af Punjabs Chaj Do'āb. Byen er befolket med omkring 300.000 indbyggere i Pakistan i provinsen Punjab. 
32°34′25″N 74°04′44″Ø / 32.5736°N 74.0789°Ø
1. ↑  Block Wise Provisional Summary Results of 6th Population & Housing Census-2017, Pakistans statistikbureau, hentet 26. januar 2021 (fra Wikidata).